# 竜ケ崎警察署
竜ケ崎警察署（りゅうがさきけいさつしょ）は、茨城県警察が管轄する警察署の一つである。署長は警視。

## 所在地
茨城県龍ケ崎市2505番地2に所在する。

## 管轄区域
- 龍ケ崎市
- 稲敷郡河内町

## 沿革
- 1886年（明治19年） - 竜ケ崎警察署
- 1932年（昭和7年） - 竜ケ崎警察署
- 1969年（昭和44年） - 現庁舎建設
- 1981年（昭和56年） - 増築
- 1997年（平成9年） - 留置設置等の改修
- 2005年（平成17年）4月1日 - 牛久警察署の開署により、牛久市が竜ケ崎署の管轄区域から外れる[1]。

## 組織
- 署長
- 副署長
- 警務課
  - 警務係
  - 総合相談係
  - 被害者支援係
- 会計課
- 地域課
- 生活安全課
  - 銃刀係
- 刑事課
  - 鑑識係
- 交通課
- 警備課

## 交番

### 龍ケ崎市
- 龍ケ崎市駅前交番 - 龍ケ崎市佐貫1丁目101-1
- たつのこ交番 - 龍ケ崎市中里2丁目1-6

## 駐在所

### 河内町
- 源清田駐在所 - 稲敷郡河内町源清田771-3
- 長竿駐在所 - 稲敷郡河内町長竿3648
- 金江津駐在所 - 稲敷郡河内町金江津5112-1

## 主な未解決事件
- 茨城少年リンチ殺人事件